# Bill Frisell
Bill Frisell (Baltimore, 1951. március 18. –), amerikai gitáros, hangszerelő, zeneszerző.

## Pályafutása
Elsősorban dzsesszzenésznek könyvelik el, bár más zenei műfajokban is otthonos a pop- és filmzenétől a fúziósdzsesszig és a western-klasszikusokig. John Scofield és Pat Metheny mellett az 1980-as- 1990-es évek egyik legelismertebb gitárosa volt.
Gyerekként először klarinétozott, majd a hangszert lecserélte gitárra. Wes Montgomery zenéjéjének hatására fedezte fel a dzsesszt. Pat Metheny a bostoni Berklee Zeneiskolában diáktársa volt.
Megismerkedett Manfred Eicher producerrel, aki például Jan Garbarekkel és Paul Motiannal dolgozott. Számos koncerten és lemezen játszott Motiannal, és Joe Lovano szaxofonossal.
Az 1980-as években jórészt New Yorkban élt, és az ottani zenei életben vett részt. Ekkor Frisell saját trióját is vezette. 1992-ben Art Baronnal, Greg Cohennel, Don Aliasszal és Don Byronnal dolgozott.
Az 1990-es évek közepén feloszlott a trió, mert Frisell Seattle-be költözött. Itt zenéjébe integrálta a bluegrass és a country zene elemeit, az ezredforduló után pedig brazil zenei hatásokkal és a funk elemeivel gazdagította zenéjét.

## Lemezek
- 1983: In Line
- 1985: Rambler
- 1988: Lookout for Hope
- 1989: Before We Were Born
- 1990: Is That You?
- 1991: Where in the World?
- 1992: Have a Little Faith
- 1994: This Land
- 1995: Go West: Music for the Films of Buster Keaton
- 1995: The High Sign/One Week: Music for the Films of Buster Keaton
- 1995: Live
- 1996: Quartet
- 1997: Nashville
- 1998: Gone, Just Like a Train
- 1999: Good Dog, Happy Man
- 1999: The Sweetest Punch
- 2000: Ghost Town
- 2001: Blues Dream
- 2001: With Dave Holland and Elvin Jones
- 2002: The Willies
- 2003: The Intercontinentals
- 2004: Unspeakable
- 2005: Richter 858
- 2005: East/West
- 2005: Further East/Further West
- 2006: Bill Frisell, Ron Carter, Paul Motian
- 2008: History, Mystery
- 2008: All Hat (soundtrack)
- 2009: Disfarmer
- 2010: Beautiful Dreamers
- 2011: Sign of Life
- 2011: All We Are Saying
- 2013: Silent Comedy
- 2013: Big Sur
- 2014: Guitar in the Space Age!